# Vriesea silvana
Vriesea silvana är en gräsväxtart som beskrevs av Elton Martinez Carvalho Leme. Vriesea silvana ingår i släktet Vriesea och familjen Bromeliaceae. Inga underarter finns listade i Catalogue of Life.